# بخش دامکا
بخش دامکا (به انگلیسی: Dumka district) یک منطقهٔ مسکونی در هند است که در Santhal Pargana division واقع شده‌است. بخش دامکا ۳٬۷۱۶ کیلومتر مربع مساحت و ۱٬۳۲۱٬۴۴۲ نفر جمعیت دارد.